# Luali
Luali ist eine Ortschaft und eine Comuna (Gemeinde) in Angola, in der Exklave Cabina auf einer Höhe von 407 m. Der Name stammt vom nahen Fluss Rio Luali.
Der bergige Regenwald von Maiombe (auch Mayombe) erstreckt sich auch über das Gemeindegebiet von Luali.

## Verwaltung
Luali ist Sitz einer gleichnamigen Gemeinde (Comuna) im Kreis (Município) von Belize in der Provinz Cabinda. 1.643 Menschen leben hier auf einer Fläche von 186 km².
Eine Reihe Ortschaften liegen im Gemeindegebiet, darunter:
- Conde Grande
- Luali
- Ndolo Kissoqui
- Zalas de Cima
- Zalas de Baixo